# 哀愁のトロイメライ/クララ・シューマン物語
『哀愁のトロイメライ』（原題ドイツ語: Frühlingssinfonie）は、クララとロベルト・シューマンの2人に焦点を当てて描いた1983年の西ドイツ・東ドイツ合作映画。原題は『春の交響曲』の意で、シューマンの交響曲第1番のニックネームに基づく。DVD邦題は『哀愁のトロイメライ/クララ・シューマン物語』。

## あらすじ
クララ・ヴィークは、ピアノ教師である父のフリードリヒ・ヴィークと共にライプツィヒに住んでいる。父ヴィークは娘のピアノの才能を確信し、それを引き出し育むためにありとあらゆることをする。神童のクララには容赦なくリハーサルとコンサートが課される。クララの成功と父親のピアノ教師としてのメソッドは、多くの若手ピアニストを惹きつける。年若いピアニストで作曲家のロベルト・シューマンもまた、ヴィークに弟子入りする。当時、クララは11歳、ロベルトは20歳だった。
数年後、才能には恵まれているもののまだ売れない作曲家だったロベルトに、クララは恋をする。父ヴィークはその交際に反対し、2人を引き離すために娘をドレスデンへと送り出し、歌のレッスンを受けさせる。しかし年若い恋人たちはあきらめなかった。ロベルトはクララの元を訪れ、2人は結婚する決意を固める。しかし、そのためには父親であるヴィークの許可が必要だった。2人は1840年にライプツィヒの裁判所に申立てを行い、その許可を得る。だがそれは娘と父、そして弟子と師の間の断絶を意味するものだった。

## 背景
本作品は、作品の実際の舞台である、当時の東ドイツ領内で撮影された、初の西ドイツ制作映画である。例として、旧ライプツィヒ・ゲヴァントハウスのシーンの撮影には、バーベルスベルクのDEFAスタジオが使用されている。1982年、煩雑な政治交渉を経て撮影が開始された。シャモニーは、『メフィスト』で国際的スターになって間もない東ドイツの俳優ロルフ・ホッペのほか、『U・ボート』の成功後初の映画主演となるヘルベルト・グレーネマイヤーを起用した。なお、グレーネマイヤーが映画で主要キャストを演じたのは本作が最後となった。程なくしてグレーネマイヤーはミュージシャンとしての地位を確立し、それ以降そちらのキャリアに専念することになったためである。
音楽は、主としてロベルト・シューマンの作品が使用されている。演奏は、ニコロ・パガニーニ役で出演もしているヴァイオリニストのギドン・クレーメルのほか、バリトンのディートリヒ・フィッシャー＝ディースカウ、ピアニストのバベッテ・ヒアホルツァー、イーヴォ・ポゴレリチ、ヴィルヘルム・ケンプ、指揮者のヴォルフガング・サヴァリッシュ指揮シュターツカペレ・ドレスデンなどが担当した。
本作品は、1983年4月8日に西ドイツ、同年11月4日に東ドイツで公開された。ドイツ国内初のテレビ放映は1985年10月1日19時30分からZDFで行われた。

## キャスト
- ナスターシャ・キンスキー: クララ・ヴィーク
- ロルフ・ホッペ（英語版）: フリードリヒ・ヴィーク
- ヘルベルト・グレーネマイヤー: ロベルト・シューマン
- アニヤ＝クリスティーネ・プロイスラー: クララ・ヴィーク（子供時代）
- エッダ・ザイペル（英語版）: シューマンの母
- アンドレ・ヘラー（英語版）: メンデルスゾーン
- ギドン・クレーメル: ニコロ・パガニーニ
- インゲ・マルシャル: クレメンツァ・ヴィーク
- ベルンハルト・ヴィッキ: フリッケン男爵
- ギーゼラ・リンプラー: フリッケン男爵夫人
- ゾニヤ・トゥフマン: エルネスティーネ・フォン・フリッケン
- マルギット・ガイスラー: クリステル
- ペーター・シャモニ: 出版業者ヘルテル

## 批評
- フリードリヒ・ルフト（ドイツ語版）（ディ・ヴェルト・1983年）
ペーター・シャモニによる Frühlingssinfonie の幕開けは劇的だ。ロシアのヴァイオリンの悪魔たるギドン・クレーメルは、パガニーニに扮し、聴衆の市民らを前に自作の荒々しいカプリースの一曲を快刀乱麻を断つがごとく弾き切ってみせる。見ている我々は息をのみ、ホールの観客席では素朴な顔をした若きシューマン（ヘルベルト・グレーネマイヤー）が激しいリズムで指を動かしている。シューマンは決意する。「ピアノのパガニーニ」になってやろうと。シャモニは、シューマンが辿ることになるその後の人生の悲惨な10年間についてはカットして描かなかった。……そのハッピーエンドには暗い影が差している。シャモニは次のように示唆している―これは間違っている。2人の天才というのは並び立ち得ないものだ。悲劇はあらかじめ予定されていた。本作品は一見して明らかに短調で幕を閉じる。このペーター・シャモニの映画は、著名な音楽家の運命を単になぞって描いただけのものではない。そこには真実味があり、見る価値がある。音楽愛好家やシューマン・ファンにとってもだ[4]。
- デア・シュピーゲル（1983年15号）
全く、芸術家を扱った音楽映画というやつは。ヘンデル、ハイドン、ブラームス、ショパン、バッハホーヴェン、モーツマン、ベートハルトと名前などどうでもいい。いつだって誰かが理解されずに不幸な境遇でうじうじして、運命の喉首を締め上げてピアノが手元にあるならその鍵盤を叩き、後世の人間はきっと自分に耳を傾けることになると偉そうに言い放つ。それでまあ間違ってはいないということで、映画を観に来た客は満足げに頷くのだ。曲は山盛りだが、どれも細切れで提供されるので、消化に苦しみ時間を無駄にとられることもない。タタタター、これは第5番。トゥムトゥルム・トゥルムトゥルムトゥルム、アイネ・クライネ・ナハトムジークはこれでよし。ひとたびそういったものを目にしてしまうと、若年のモーツァルトは熟年の（クリストフ・）バンツァーのようであらねばならず、気狂いシューマンは貴族的なマティアス・ヴィーマンのようでなければならないという固定観念を捨て去ることは困難だ。だが違う。シューマンの人生を抽出した新作では、シューマンはまるでソングライター兼俳優のヘルベルト・グレーネマイヤーみたいに見えるし、そのタイトルも「トロイメライ」ではなく Frühlingssinfonie なのである[5]。……もし卓越した東ドイツの俳優ロルフ・ホッペ（『メフィスト（ドイツ語版）』でゲーリングを演じた）が存在していなかったならば、Frühlingssinfonie は、蝋燭の灯だの、木骨組みの家の浪漫だの、水彩色の情景を走る馬車だの、幾度となく最後の3小節分だけ映し出されては感動に打たれて熱烈に拍手する聴衆だのが描かれた、月並みな版画になっていただろう。ホッペは、その子供に注ぐ愛情を現状維持的な生活として、そのビジネスセンスを激烈な愛着として表現する。要するに、神童として育てられた娘との物語は、好奇心と愛情に満ちつつも批判的な探求の旅であり、単なる瀟洒な小夜曲ではないということである[6]。

## 受賞
1983年、ペーター・シャモニは監督部門でバイエルン映画賞を受賞した。同年、ナスターシャ・キンスキーも最優秀演技部門で金のリボン賞を授与された。